# Anianus d'Alexandrie
Pour les articles homonymes, voir Anianus.

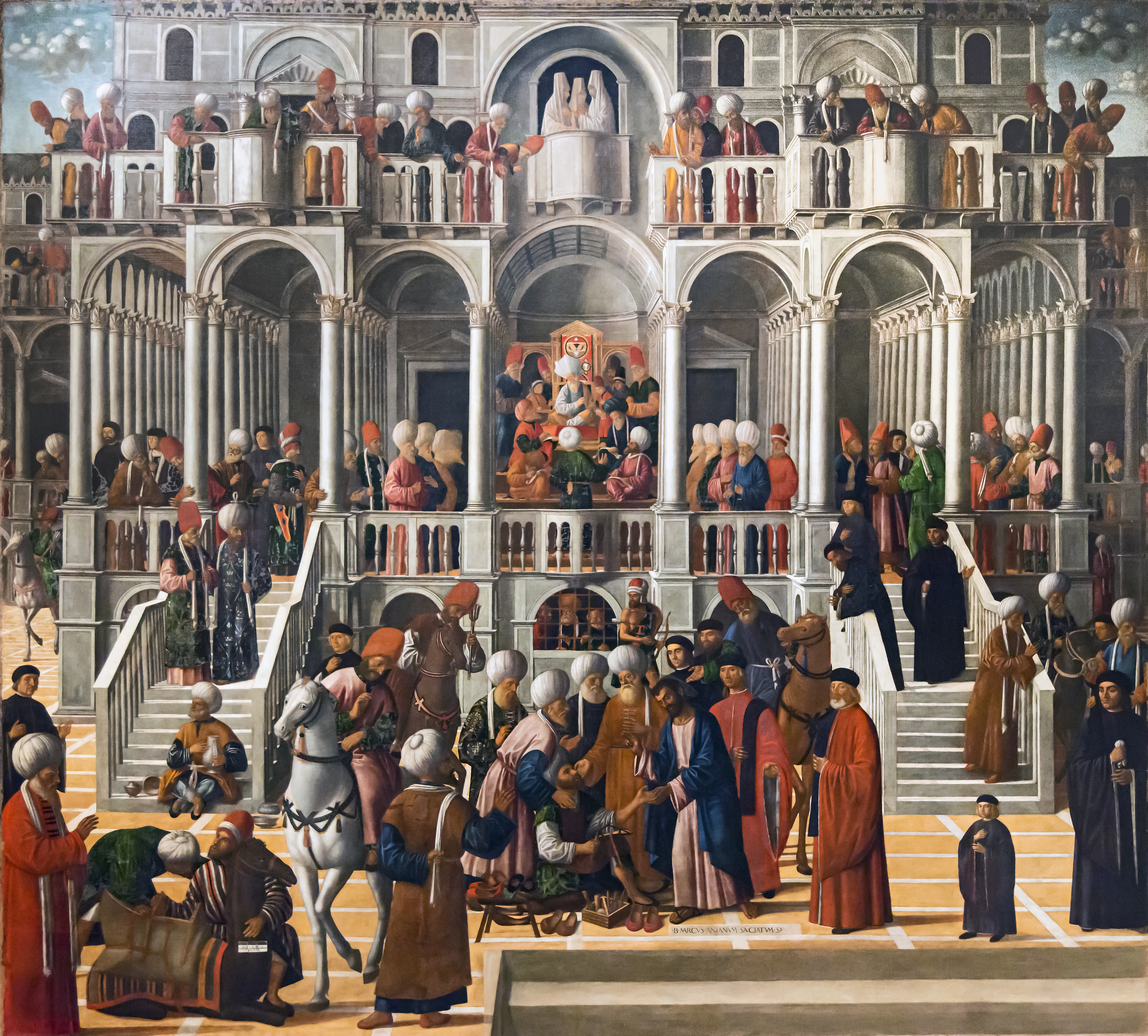
La Guérison d'Anianus, Giovanni Mansueti

Anianus d'Alexandrie (Annianos en grec), né à Alexandrie à une date inconnue et mort entre 82 et 86 dans la même ville, est un saint chrétien fêté le 10 novembre, le 2e patriarche d'Alexandrie, de 64 à 86.
Cordonnier de son état, il aurait été converti par l'évangéliste saint Marc auquel il succéda comme évêque sur le siège d'Alexandrie si l'on en croit les "Acta" écrits par Eusèbe.
Premier successeur de saint Marc, sur le Siège Apostolique d'Alexandrie, illustré, dans la suite, par plusieurs grands saints évêques et Docteurs de l'Église. La tradition conte de lui un épisode qui mérite d'être rapporté en raison de sa fraîcheur. Saint Anien était savetier à Alexandrie, mais ce chrétien, qui jurait souvent, étonna saint Marc qui venait faire réparer son soulier. Anien ne jurait pas par "Jupiter, Hercule ou les dieux", mais "Par le grand Dieu du ciel." Saint Marc mit alors la conversation sur ce grand Dieu du ciel que Jésus était venu révéler récemment. Saint Anien se convertit. Il devint le premier chrétien et ensuite le premier évêque d'Alexandrie en succédant à saint Marc.
Commémoraison de saint Anien, évêque d'Alexandrie, qui, au témoignage d'Eusèbe, la huitième année du règne de Néron, reçut, le premier après saint Marc, l'épiscopat de cette ville, qu'il tint pendant vingt-deux ans, jusque vers l'an 83, homme aimé de Dieu et admirable en toute sa conduite.
Selon le Synaxaire copte après avoir occupé le siège de Saint Marc pendant 22 ans,  il meurt le 20e jour d'Hator de l'an 86 A.D.